# Aequidens chimantanus
Espèce
Aequidens chimantanus est un poisson d'eau douce de la famille des Cichlidés qui se rencontre en Amérique du Sud.

## Description
Aequidens chimantanus mesure jusqu'à 10 cm (maximum observé : 15 cm).